# Gosowong

Gosowong est une mine d'or exploitée par la société PT Nusa Halmahera Minerals, une filiale commune de la compagnie minière australienne Newcrest Mining (87,5 %) et la société minière d'État indonésienne PT Aneka Tambang. Elle est située dans l'île de Halmahera dans les Moluques.